# Campionati Nazionali Universitari
I Campionati Nazionali Universitari (CNU) sono una manifestazione indetta annualmente dal Centro Universitario Sportivo Italiano (CUSI) e organizzati dai vari Centri Sportivi Universitari (CUS).
I CNU sono il principale evento sportivo riservato agli studenti iscritti a università italiane riconosciute dal Ministero dell’Istruzione, nonché ad accademie di belle arti e conservatori. Nati nel 1947 con la prima edizione tenutasi a Bologna, si svolgono ogni anno con l'obiettivo di promuovere lo sport universitario e l’aggregazione tra giovani atleti provenienti da tutto il Paese. L’organizzazione è affidata ai Centri Universitari Sportivi, che curano l'iscrizione e la partecipazione degli studenti per conto dei rispettivi atenei. Il programma prevede due appuntamenti principali: i CNU Invernali, dedicati agli sport della neve, e i CNU Primaverili, incentrati su un’ampia gamma di discipline individuali e di squadra.
La struttura dei CNU ricalca quella delle grandi manifestazioni multisportive internazionali, con cerimonia d’apertura, una settimana di gare e la cerimonia conclusiva con le premiazioni. Le competizioni si svolgono in collaborazione con le Federazioni Sportive Nazionali e assegnano oltre 500 medaglie ogni anno, valide per il medagliere ufficiale che decreta il titolo di Campione Italiano Universitario, riconosciuto dal CONI. Oltre alle discipline principali – come atletica leggera, calcio, pallacanestro, pallavolo, rugby, judo e tennis – possono essere incluse attività opzionali non valide per il medagliere, come scacchi, beach volley o corsa su strada.
I CNU Invernali, invece, si concentrano sugli sport della montagna, in particolare sullo sci alpino, con gare valide per i titoli nazionali universitari nelle specialità dello slalom gigante e dello slalom speciale. 
Al di là dell’agonismo, i CNU rappresentano anche un momento di incontro e socializzazione tra studenti, animati da un forte spirito goliardico e dall’orgoglio di rappresentare i propri colori universitari su un palcoscenico nazionale.

## Le edizioni
- Campionati Nazionali Universitari 2007
- Campionati Nazionali Universitari 2008
- Campionati Nazionali Universitari 2010
- Campionati Nazionali Universitari 2013
- Campionati Nazionali Universitari 2016

Nel 2025 la sessione primaverile si è svolta ad Ancona, coinvolgendo oltre 3.000 atleti in rappresentanza di più di 80 atenei italiani. L’edizione del 2025 dei giochi invernali si è tenuta in Val di Zoldo, con l’organizzazione del CUS Venezia, e ha visto anche eventi collaterali come lo snow volley e le gare amatoriali dei Giochi Universitari.